# Philip Humber
Philip Gregory Humber (né le 21 décembre 1982 à Nacogdoches, Texas, États-Unis) est un ancien lanceur droitier de baseball. Il évolue dans la Ligue majeure de baseball de 2006 à 2013.
Le 21 avril 2012 avec les White Sox de Chicago, Philip Humber lance le 21e match parfait de l'histoire du baseball majeur.

## Carrière
Après des études secondaires à la Carthage High School de Carthage (Texas), Philip Humber est repêché le 5 juin 2001 par les Yankees de New York, mais repousse l'offre et entame des études supérieures. À l'Université Rice de Houston, il s'illustre sous les couleurs des Rice Owls de 2002 à 2004. Il prend notamment part à la victoire des Owls en College World Series en 2003. En 2004, il joue 20 matches, sont 15 comme lanceur partant, pour 13 victoires, 4 défaites et une moyenne de points mérités de 2,27.

### Mets de New York
Humber rejoint les rangs professionnels après le repêchage amateur du 7 juin 2004 au cours de laquelle il est sélectionné au premier tour (3e choix) par les Mets de New York. Il fait ses débuts dans les majeures pour les Mets le 24 septembre 2006. Le jeune lanceur dispute 5 parties sur deux saisons sur New York avant d'être échangé.

### Twins du Minnesota

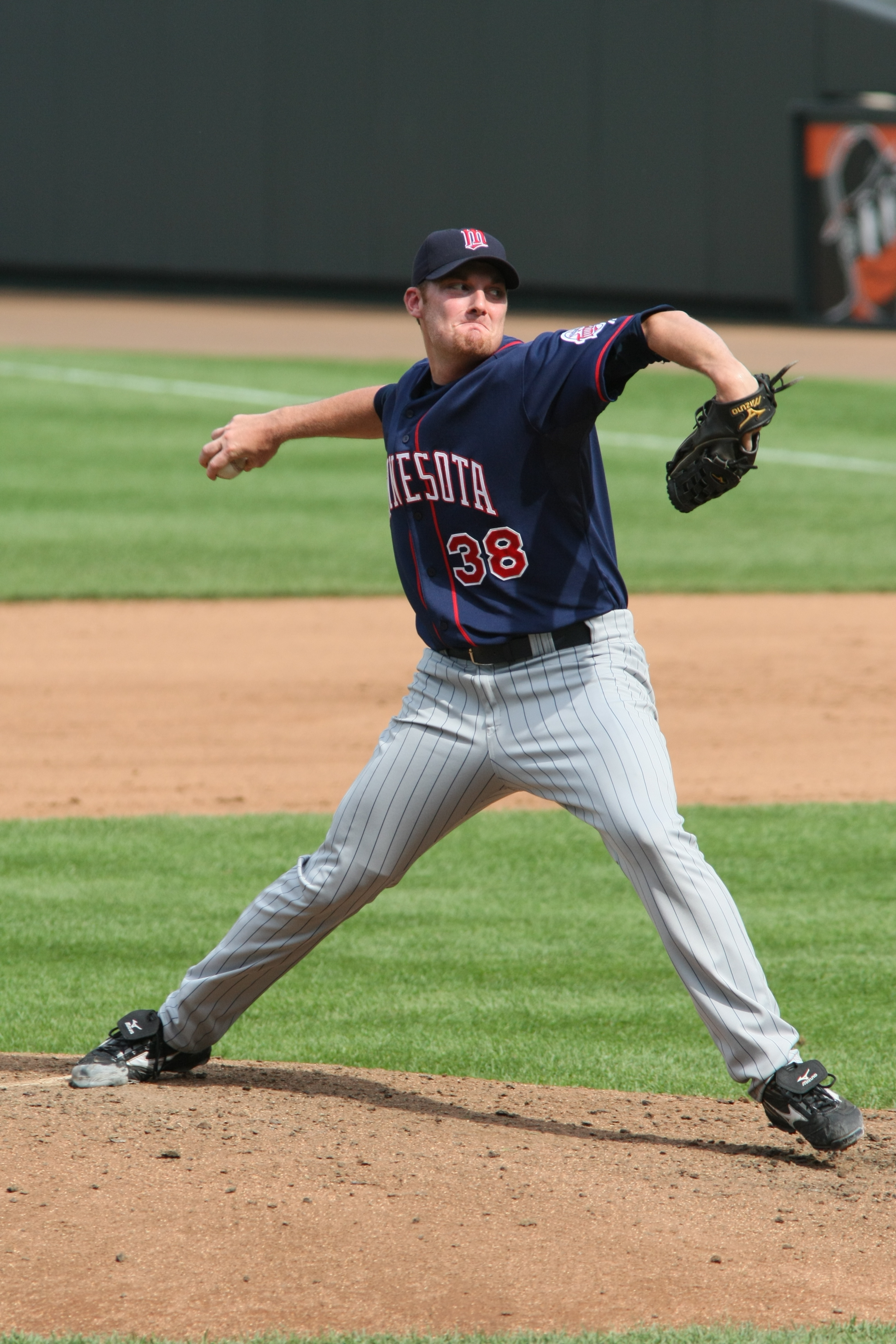
Humber avec les Twins du Minnesota.

Le 2 février 2008, Humber est l'un des quatre joueurs des Mets qui passent aux Twins du Minnesota dans l'échange de Johan Santana en provenance des Twins du Minnesota. Humber passe la majorité de la saison 2008 en Triple-A avec les Rochester Red Wings comme lanceur partant. Idem en 2009. Au total, il n'apparaît que dans 13 parties des Twins au cours de ces deux saisons.

### Royals de Kansas City
À l'issue de la saison 2009, il devient agent libre puis signe un contrat de Ligues mineures chez les Royals de Kansas City pour la saison 2010. Il n'effectue que huit sorties pour les Royals mais savoure le 25 août 2010 sa première victoire dans les grandes ligues lors du triomphe de Kansas City sur Détroit.

### White Sox de Chicago

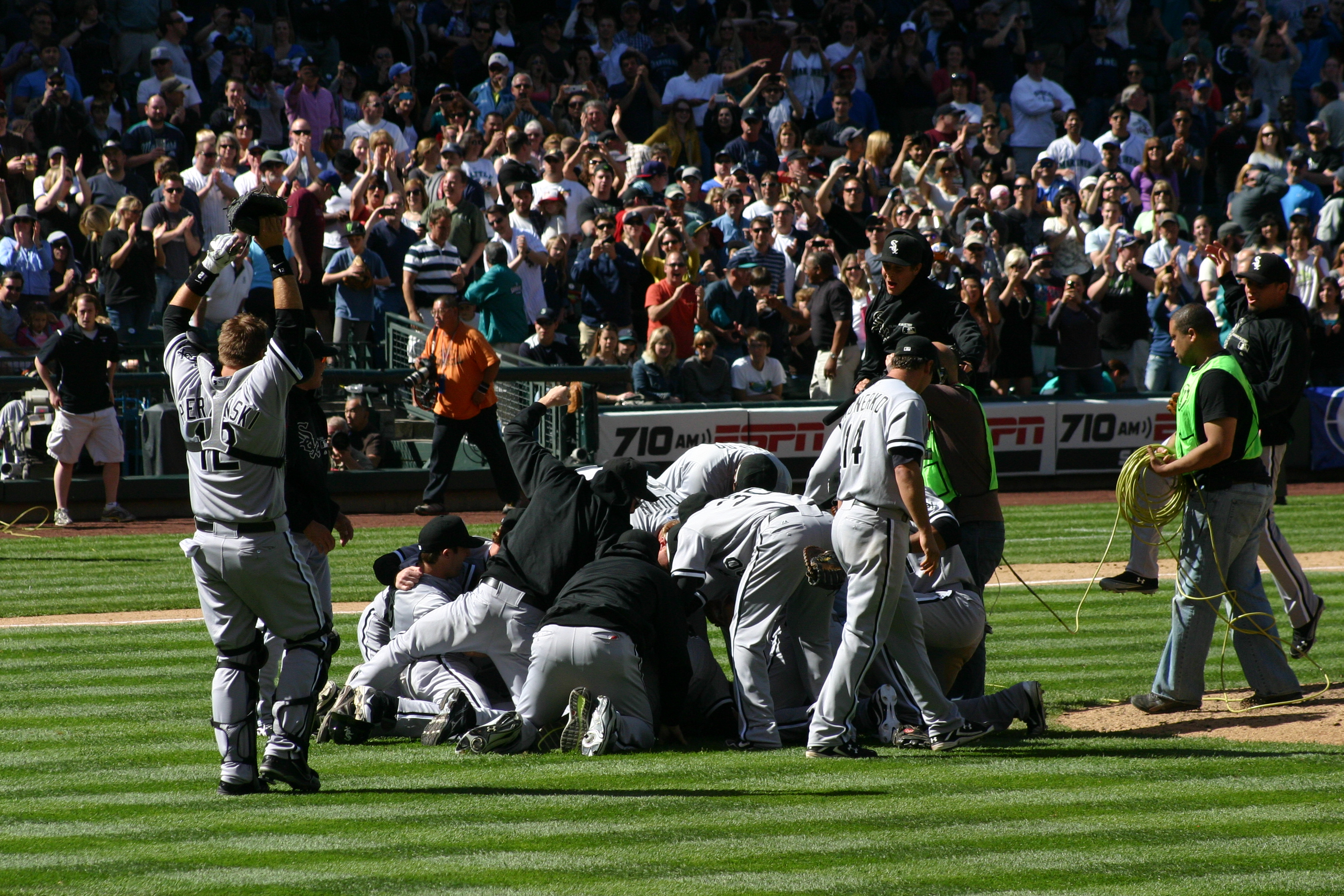
Humber entouré de ses coéquipiers après son match parfait.

Le 17 décembre 2010, Humber est réclamé au ballottage par les Athletics d'Oakland. Le 18 janvier 2011, c'est au tour des White Sox de Chicago d'acquérir les services de Humber, aussi via le ballottage.
Il intègre la rotation de lanceurs partants des White Sox pour la saison 2011 et effectue 26 départs, auxquels s'ajoutent deux sorties en relève. Sa moyenne de points mérités de 3,75 en 163 manches au monticule est la seconde meilleure des partants des Sox après celle du numéro un de l'équipe, Mark Buerhle. Humber remporte 9 victoires contre 9 défaites.
Le 21 avril 2012, il devient le 21e lanceur à lancer un match parfait dans la Ligue majeure de baseball en retirant les 27 frappeurs des Mariners de Seattle à Seattle. Humber, qui a besoin de 96 tirs pour battre les Mariners, est le second lanceur des White Sox à réaliser cet exploit rare, après Mark Buehrle en 2009.
Le reste de sa saison n'est pas aussi brillant que cette performance mémorable : il perd son poste dans la rotation de partants et termine la saison avec une moyenne de points mérités de 6,44 en 102 manches lancées en 16 départs et 10 apparitions en relève.

### Astros de Houston
Le 30 novembre 2012, Humber est réclamé au ballottage puis signe un contrat d'un an avec les Astros de Houston. Pour les tristes Astros de 2013, Humber effectue sept départs et joue 17 matchs au total. Sa moyenne de points mérités se chiffre à 7,90 en 54 manches et deux tiers.
Il joue son dernier match dans le baseball majeur le 22 septembre 2013 avec Houston. Après une saison 2014 passée en ligues mineures avec les River Cats de Sacramento, le club-école des Athletics d'Oakland, il joue en 2015 pour les Kia Tigers de l'Organisation coréenne de baseball.
Il annonce sa retraite après avoir passé l'entraînement de printemps 2016 avec les Padres de San Diego.

## Statistiques
| Saison | Équipe      | G  | GS | CG | SHO | V | D | SV | IP   | SO | ERA  |
| ------ | ----------- | -- | -- | -- | --- | - | - | -- | ---- | -- | ---- |
| 2006   | NY Mets     | 2  | 0  | 0  | 0   | 0 | 0 | 0  | 2.0  | 2  | 0,00 |
| 2007   | NY Mets     | 3  | 1  | 0  | 0   | 0 | 0 | 0  | 7.0  | 2  | 7,71 |
| 2008   | Minnesota   | 5  | 0  | 0  | 0   | 0 | 0 | 0  | 11.2 | 6  | 4,63 |
| 2009   | Minnesota   | 8  | 0  | 0  | 0   | 0 | 0 | 0  | 9.0  | 9  | 8,00 |
| 2010   | Kansas City | 8  | 1  | 0  | 0   | 2 | 1 | 0  | 21.2 | 16 | 4,15 |
| Totaux | Totaux      | 26 | 2  | 0  | 0   | 2 | 1 | 0  | 51.1 | 35 | 5,26 |

Note : G = Matches joués ; GS = Matches comme lanceur partant ; CG = Matches complets ; SHO = Blanchissages ; 
V = Victoires ; D = Défaites ; SV = Sauvetages ; IP = Manches lancées ; SO = Retraits sur des prises ; ERA = Moyenne de points mérités.